# 多里诺·塞拉菲尼
泰奥多罗·“多里诺”·塞拉菲尼（義大利語：Teodoro "Dorino" Serafini，1909年7月22日—2000年7月5日）是一名意大利的赛车手。
塞拉菲尼是马尔凯大区佩萨罗人，他曾驾驶吉莱拉赢得过1939年500cc欧洲锦标赛。塞拉菲尼只参加过一场世界一级方程式锦标赛，即1950年意大利大奖赛，但却以第二名完赛，获得了3个积分，由于与阿尔贝托·阿斯卡里共用一辆车，此次积分被平分。这也令塞拉菲尼成为了一级方程式车手中唯一的在其参加过的所有比赛中都能登上领奖台的车手。除此以外，塞拉菲尼还参加了一些非锦标赛的一级方程式比赛。